# Atoconeura aethiopica
Atoconeura aethiopica – gatunek ważki z rodziny ważkowatych (Libellulidae). Endemit Etiopii.